# Josip Rossi
Josip Rossi O.F.M (Trst, 1843. – Zadar, 5. siječnja 1890.), hrvatski katolički svećenik, franjevac i slikar

## Životopis
Josip se rodio u Trstu 1843. godine. Tamo završava pučku školu i nižu gimnaziju. Višu gimnaziju i teologiju završio je u Zadru. Godine 1861. postaje član Franjevačke provincije sv. Jeronima u Zadru. Za svećenika je zaređen 1866. godine. U provinciji je obnašao službu definitora i tajnika provincije.
U Veneciji je studirao i diplomirao slikarstvo na Umjetničkoj akademiji. Kasnije se usavršavao se u Milanu i Rimu. Imao je atelijergu u samostanu sv. Frane u Zadru izrađivao je slike za brojne crkve; sv. Vlaha i one Male braće u Dubrovniku, franjevačke crkve na otočiću Košljunu u uvali mjesta Punat na Krku i na Badiji te za staru kapucinsku crkvu u Rijeci.
Za baziliku sv. Ante u Rimu naslikao je dvije oltarne pale te za crkvu sv. Josipa u Nazaretu sliku Madone.
Od 1883. do 1885. godine restaurirao je ukupno 67 slika hrvatskog slikara Tripa Kokolje, koje se nalaze u crkvi Gospe od Škrpjela.
Podučavao je u slikarstvu slikare Vinku Draganji, Marka Murata i Antoniettu Bogdanović. Preminuo je 5. siječnja 1890. godine.

### Članci
- Pejić, Pijo Mate. 2004. Slikar fra Josip Rossi. Radovi Zavoda za povijesne znanosti HAZU u Zadru. Zadar (46): 325–333